# Galgo inglês

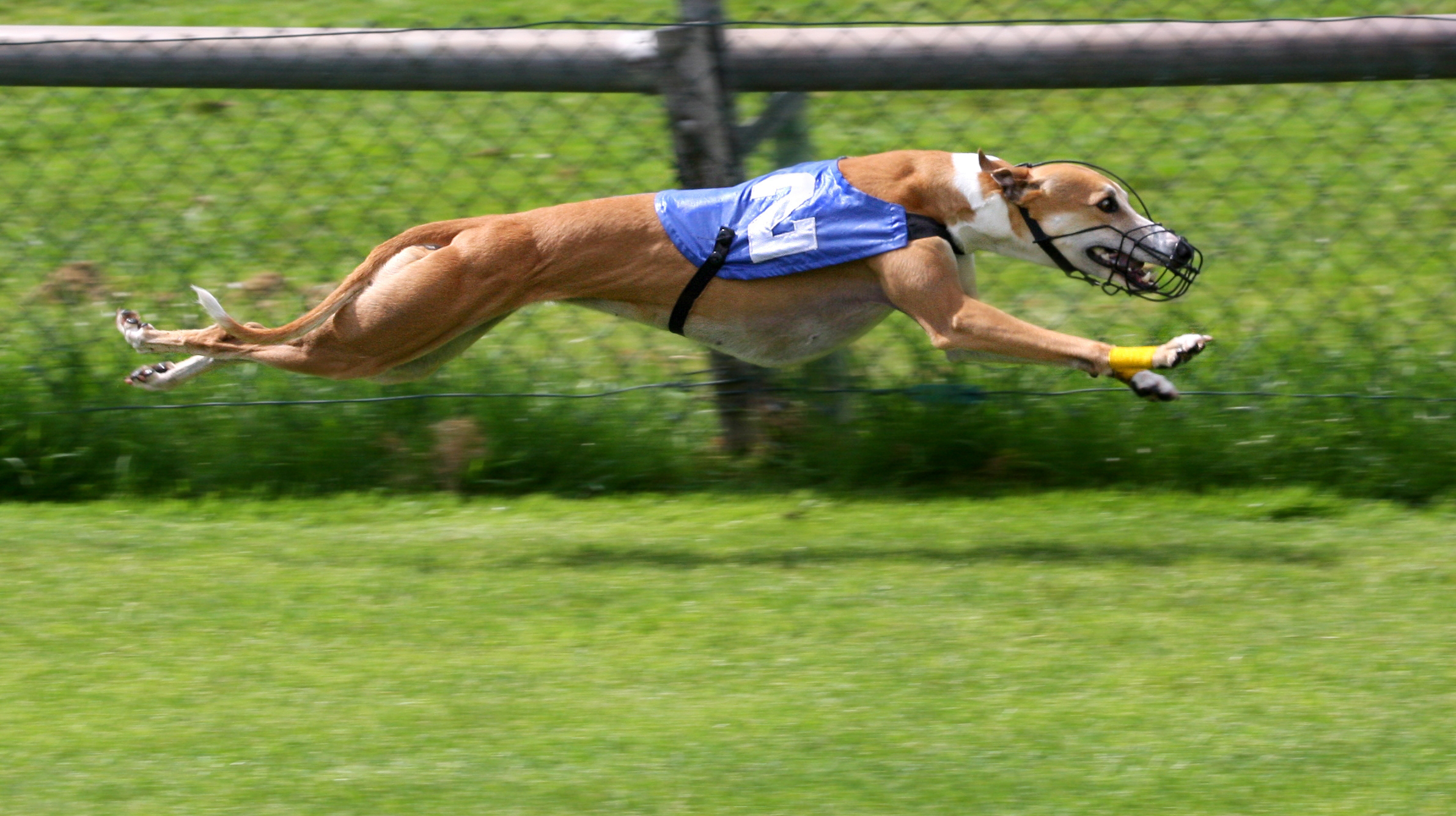
Galgo inglês em corrida

Galgo inglês[Nota] (em inglês:  Greyhound) é uma raça canina do tipo lebréu oriunda do Reino Unido, conhecida por ser a mais rápida do mundo, chegando a atingir os 72 km/h.

## Origem e características
Sua origem é antiga e ainda incerta: seus ancestrais, entre eles a provável presença do pharaoh hound, teriam vivido no Oriente Médio e na Ásia nos idos de 7 000 a.C. Estabelecida como raça na Grã-Bretanha durante o período saxônico, é uma raça que foi inicialmente usada para caçar lebres, agora conhecida internacionalmente como atlética em virtude de seu físico aerodinâmico. Fisicamente seus exemplares podem chegar a pesar 32 kg e medir 76 cm; sua pelagem é descrita como fina e sedosa, variando entre o preto, o branco, o vermelho e o tigrado, além do fulvo e das formas bicolores. Já sua personalidade é qualificada como calma, o que o torna um apreciado cão de companhia, ainda que seu adestramento seja classificado como de dificuldade moderada. Esta raça encontra-se com alguma regularidade na cidade de Águas Santas e Rio Tinto em Portugal. Esta é uma raça que se encontra extinta na região de São Romão do Coronado 